# 보이저 1호의 말단 충격 통과 사건
보이저 1호의 말단 충격 통과 사건은 2005년 5월 보이저 1호가 2004년 12월 말단 충격을 통과한 사건이다.

## 언급
지구 물리 연맹의 회의에서 에드 스톤 박사가 처음으로 폭로하였다.

## 같이 보기
- 보이저 1호
- 말단 충격